# Єригіно
Єригіно (рос. Ерыгино) — присілок в Кадийському районі Костромської області Російської Федерації.
Населення становить 0 осіб. Входить до складу муніципального утворення Єкатеринкинське сільське поселення.

## Історія
У 1936-1944 року населений пункт перебував у складі Івановської області. Від 1944 належить до Костромської області.
Від 2007 року входить до складу муніципального утворення Єкатеринкинське сільське поселення.

## Населення
| 2008 | 2010 | 2014 |
| ---- | ---- | ---- |
| 1    | ↘0   | →0   |